# Sekshon Pagá 2016
La Sekshon Pagá 2016  fue la edición número 90 de la Sekshon Pagá.

## Formato
Los diez equipos participantes jugarán entre sí todos contra todos dos veces, luego de esto los 6 primeros se clasificarán a los play-offs kaya 6, donde, una vez más volverán a jugar entre sí todos contra todos una sola vez, luego de esto los 4 primeros pasarán a jugar los play-offs kaya 4; en los play-offs kaya cuatro jugarán entre sí todos contra todos una vez, los dos primeros se clasificarán a la final donde el campeón y el subcampeón, de cumplir con los requisitos establecidos, podrían participar en el Campeonato de Clubes de la CFU 2017.

## Temporada regular
Actualizado el 13 de octubre de 2016.
| Pos. | Equipo                 | PJ | PG | PE | PP | GF | GC | DG  | Pts. | Clasificado a |
| ---- | ---------------------- | -- | -- | -- | -- | -- | -- | --- | ---- | ------------- |
| 1    | RKSV Centro Dominguito | 18 | 13 | 2  | 3  | 47 | 19 | +28 | 41   | Kaya 6        |
| 2    | CSD Barber             | 18 | 11 | 3  | 4  | 55 | 28 | +27 | 36   | Kaya 6        |
| 3    | RKSV Scherpenheuvel    | 18 | 9  | 6  | 3  | 34 | 19 | +15 | 33   | Kaya 6        |
| 4    | CRKSV Jong Holland     | 18 | 8  | 6  | 4  | 35 | 23 | +12 | 30   | Kaya 6        |
| 5    | UNDEBA                 | 18 | 7  | 6  | 5  | 29 | 27 | +2  | 27   | Kaya 6        |
| 6    | SV Hubentut Fortuna    | 18 | 6  | 5  | 7  | 31 | 37 | -6  | 23   | Kaya 6        |
| 7    | SV VESTA               | 18 | 6  | 2  | 10 | 26 | 38 | -12 | 20   |               |
| 8    | SV Victory Boys        | 18 | 3  | 5  | 10 | 18 | 37 | -19 | 14   |               |
| 9    | SV SUBT                | 18 | 1  | 8  | 9  | 17 | 36 | -19 | 11   |               |
| 10   | CRKSV Jong Colombia    | 18 | 2  | 5  | 11 | 13 | 41 | -28 | 11   | Descenso      |

## Kaya 6
Actualizado el 13 de octubre de 2016.
| Pos. | Equipo                 | PJ | PG | PE | PP | GF | GC | DG  | Pts. | Clasificado a |
| ---- | ---------------------- | -- | -- | -- | -- | -- | -- | --- | ---- | ------------- |
| 1    | CRKSV Jong Holland     | 5  | 4  | 0  | 1  | 13 | 4  | +9  | 12   | Kaya 4        |
| 2    | RKSV Scherpenheuvel    | 5  | 3  | 1  | 1  | 8  | 4  | +4  | 10   | Kaya 4        |
| 3    | RKSV Centro Dominguito | 5  | 3  | 0  | 2  | 12 | 7  | +5  | 9    | Kaya 4        |
| 4    | CSD Barber             | 5  | 2  | 1  | 2  | 12 | 9  | +3  | 7    | Kaya 4        |
| 5    | SV Hubentut Fortuna    | 5  | 1  | 0  | 4  | 8  | 15 | -7  | 3    |               |
| 6    | UNDEBA                 | 5  | 1  | 0  | 4  | 5  | 19 | -14 | 3    |               |

## Kaya 4
Actualizado el 2 de noviembre de 2016.
| Pos. | Equipo                 | PJ | PG | PE | PP | GF | GC | DG | Pts. | Clasificado a                               |
| ---- | ---------------------- | -- | -- | -- | -- | -- | -- | -- | ---- | ------------------------------------------- |
| 1    | RKSV Scherpenheuvel    | 3  | 2  | 1  | 0  | 6  | 3  | +3 | 7    | Final y Campeonato de Clubes de la CFU 2017 |
| 2    | RKSV Centro Dominguito | 3  | 1  | 1  | 1  | 9  | 6  | +3 | 4    | Final y Campeonato de Clubes de la CFU 2017 |
| 3    | CRKSV Jong Holland     | 3  | 1  | 0  | 2  | 4  | 7  | -3 | 3    |                                             |
| 4    | CSD Barber             | 3  | 0  | 2  | 1  | 5  | 6  | -1 | 2    |                                             |

## Final
Actualizado el 08 de diciembre de 2016.
| Local               | Resultado | Visitante              | Fecha          | Hora  | Estadio                   |
| ------------------- | --------- | ---------------------- | -------------- | ----- | ------------------------- |
| RKSV Scherpenheuvel | 1-2       | RKSV Centro Dominguito | 5 de noviembre | 19:00 | Estadio Dr. Antoin Maduro |

| Sekshon Pagá 2016                |
| -------------------------------- |
| RKSV Centro Dominguito 5º Título |